# 24-Stunden-Rennen von Le Mans 1979

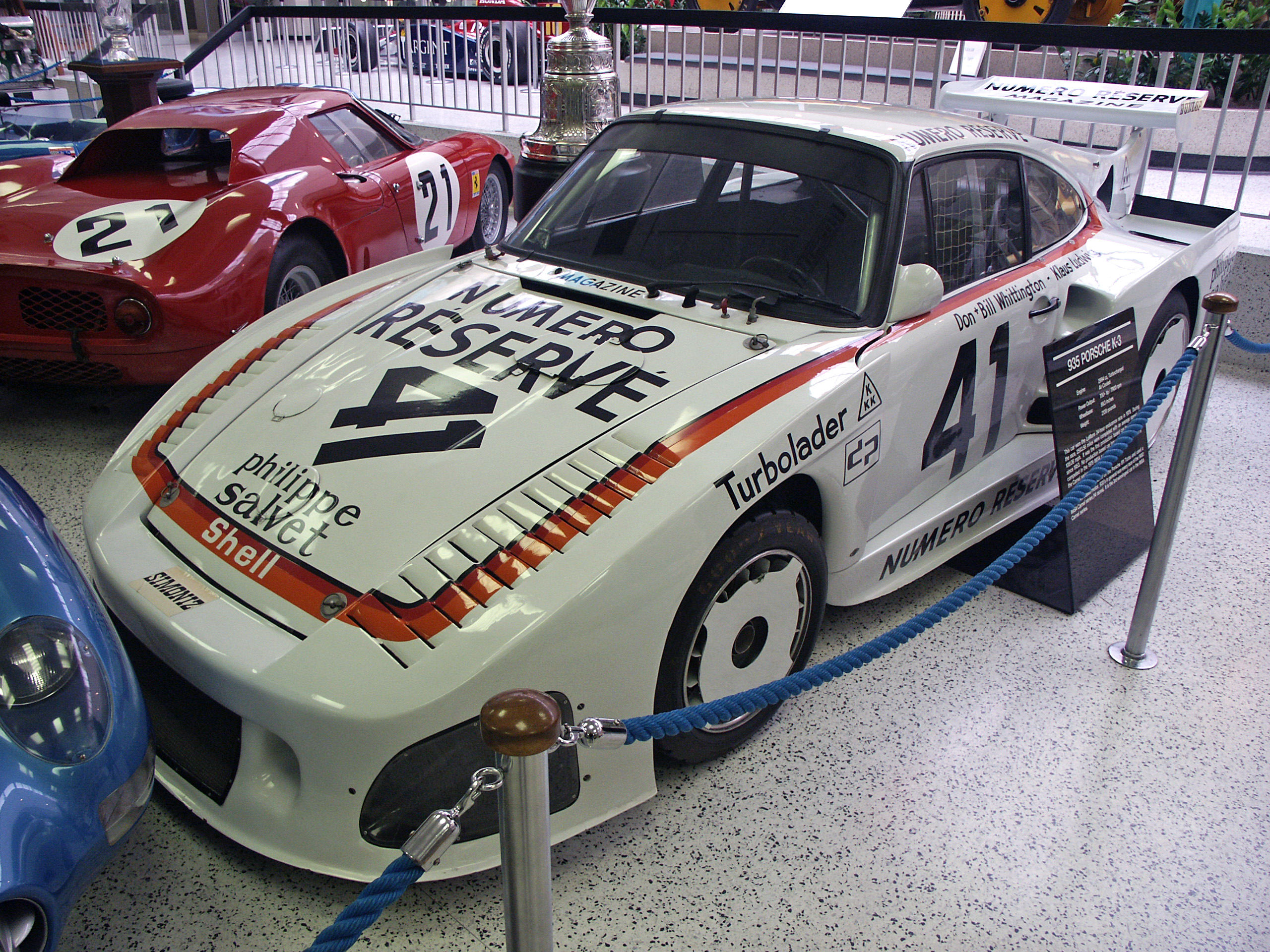
Der siegreiche Kremer-Porsche 935 mit der Startnummer 41. Gefahren wurde der Wagen von Bill und Don Whittington sowie dem Deutschen Klaus Ludwig

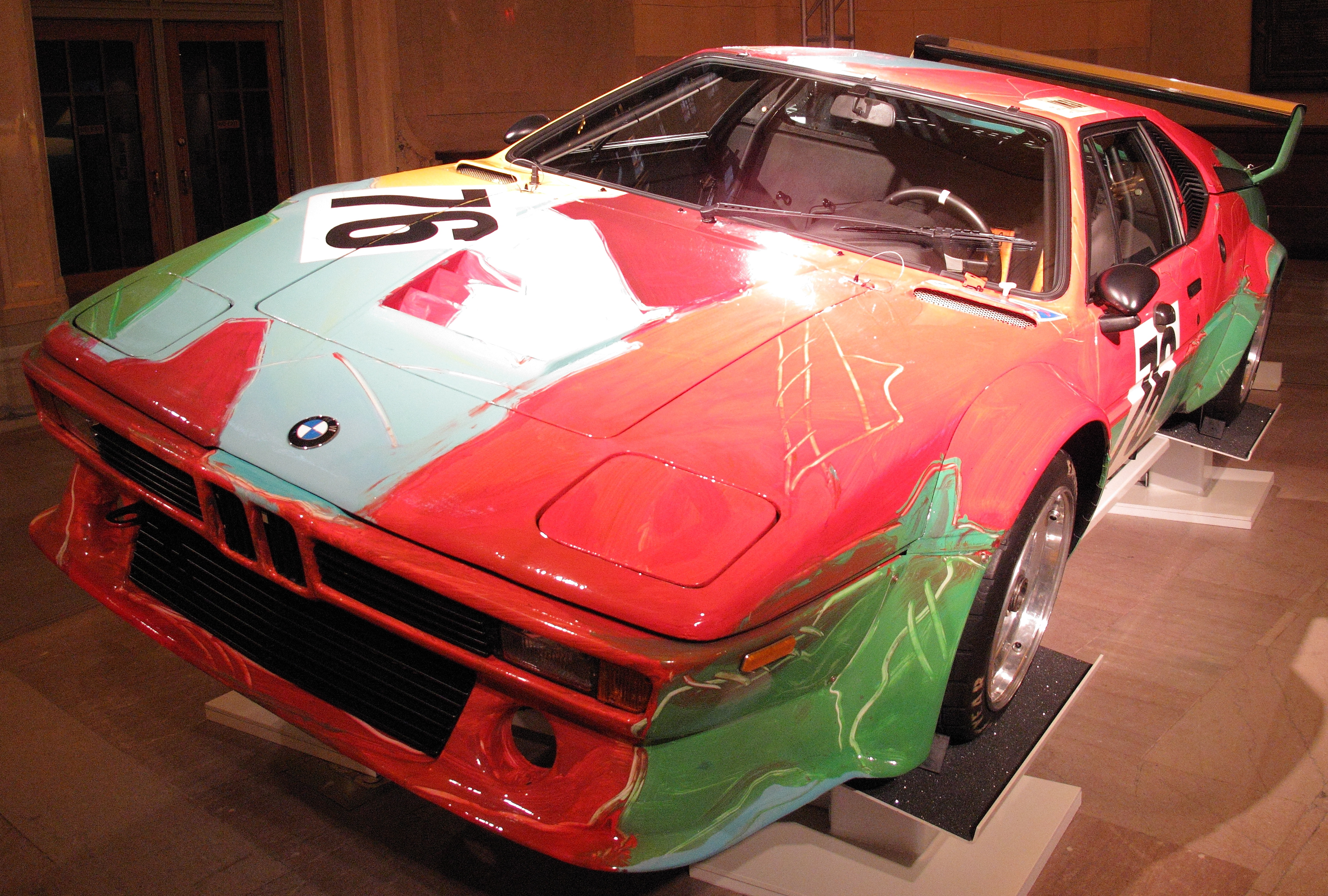
Das von Andy Warhol gestaltete BMW Art Car von Hervé Poulain, Manfred Winkelhock und Marcel Mignot mit der Originalstartnummer 76 erreichte Gesamtrang 6

Das 47. 24-Stunden-Rennen von Le Mans, der 47e Grand Prix d’Endurance les 24 Heures du Mans, auch 24 Heures du Mans, Circuit de la Sarthe, Le Mans, fand vom 9. bis 10. Juni 1979 auf dem Circuit des 24 Heures statt.

## Das Rennen
Im Frühjahr des Jahres wurde die Tertre-Rouge-Kurvenpassage umgebaut. Notwendig wurde dies durch eine Veränderung an der öffentlichen Straße an dieser Stelle. Damit wurde die Kurvenfolge nach den Esses um einiges schneller. Wichtigstes Fahrzeug des 1979er-Rennens war der Porsche 935, das von Teams aus Europa und den USA eingesetzt wurde. Die Porsche-Werksmannschaft, die von David Thiemes Ölhandelsgesellschaft Essex finanziert wurde, brachte zwei überarbeitete Porsche 936 nach Le Mans, die von Jacky Ickx, Brian Redman, Jürgen Barth, Hurley Haywood und Bob Wollek gefahren wurden. Nach dem Rückzug von Renault waren diese beiden Fahrzeuge die klaren Favoriten auf den Gesamtsieg. Den beiden Ford M10 von Grand Touring Cars, die für Le Mans neu entwickelt wurden, fehlte die technische Reife für eine reelle Chance auf den Gesamtsieg.
Weder die beiden Werks-Porsche noch die beiden Ford kamen jedoch in die Wertung. Der Ford M10 von Vern Schuppan, Jean-Pierre Jaussaud und David Hobbs kam zwar ins Ziel, wurde aber wegen der zu geringen Distanz – der Wagen schaffte wegen großer technischer Probleme nur 121 Runden – nicht gewertet. Jacky Ickx wurde disqualifiziert, weil er bei einer Reparatur auf der Strecke unerlaubte Hilfe erhielt.
Den Gesamtsieg sicherte sich mit Kremer Racing ein Privatteam. Im Wagen mit der Nummer 41 saßen die US-Brüder Bill und Don Whittington sowie der Deutsche Klaus Ludwig. Im zweitplatzierten Dick-Barbour-Porsche-935 feierte der US-amerikanische Schauspieler Paul Newman ein erfolgreiches Le-Mans-Debüt.

## Ergebnisse

### Piloten nach Nationen
| 70 Franzosen | 29 Briten | 20 US-Amerikaner | 14 Schweizer      | 11 Deutsche  |
| 6 Italiener  | 3 Belgier | 2 Australier     | 1 Liechtensteiner | 1 Marokkaner |
| 1 Panamaer   |           |                  |                   |              |

### Schlussklassement
| Pos.            | Klasse    | Nr. | Team                                     | Fahrer                                                                     | Chassis                 | Motor                              | Reifen | Runden |
| --------------- | --------- | --- | ---------------------------------------- | -------------------------------------------------------------------------- | ----------------------- | ---------------------------------- | ------ | ------ |
| 1               | Gr.5 +2.0 | 41  | Porsche Kremer Racing                    | Klaus Ludwig Don Whittington Bill Whittington                              | Porsche 935K3           | Porsche Type-935 3.0L Turbo Flat-6 |        | 307    |
| 2               | IMSA +2.5 | 70  | Dick Barbour Racing                      | Rolf Stommelen Paul Newman Dick Barbour                                    | Porsche 935/77A         | Porsche Type-935 3.0L Turbo Flat-6 |        | 299    |
| 3               | Gr.5 +2.0 | 40  | Porsche Kremer Racing                    | Laurent Ferrier François Sérvanin François Trisconi                        | Porsche 935/77A         | Porsche Type-935 3.0L Turbo Flat-6 |        | 297    |
| 4               | GT +3.0   | 82  | Lubrifilm Racing Team                    | Herbert Müller Angelo Pallavicini Marco Vanoli                             | Porsche 934             | Porsche 3.0L Turbo Flat-6          |        | 296    |
| 5               | S +2.0    | 5   | VSD Canon Jean Rondeau                   | Jean Ragnotti Bernard Darniche                                             | Rondeau M379            | Cosworth DFV 3.0L V8               |        | 292    |
| 6               | IMSA +2.5 | 76  | Hervé Poulain                            | Manfred Winkelhock Marcel Mignot Hervé Poulain                             | BMW M1                  | BMW M88 3.5L I6                    |        | 288    |
| 7               | Gr.5 +2.0 | 42  | Sekurit Racing                           | Edgar Dören Dieter Schornstein Götz von Tschirnhaus                        | Porsche 935/77A         | Porsche Type-935 3.0L Turbo Flat-6 |        | 283    |
| 8               | IMSA +2.5 | 72  | Dick Barbour Racing                      | Edwin Abate Bob Garretson Skeeter McKitterick                              | Porsche 935/78          | Porsche Type-935 3.0L Turbo Flat-6 |        | 283    |
| 9               | IMSA +2.5 | 73  | Wynn’s International Dick Barbour Racing | Robert Kirby Bob Harmon John Hotchkis                                      | Porsche 935/78          | Porsche Type-935 3.0L Turbo Flat-6 |        | 280    |
| 10              | S +2.0    | 4   | ITT Oceanic Jean Rondeau                 | Henri Pescarolo Jean-Pierre Beltoise                                       | Rondeau M379            | Cosworth DFV 3.0L V8               |        | 279    |
| 11              | Gr.5 +2.0 | 43  | Claude Haldi                             | Claude Haldi Herbert Loewe Rodrigo Terran                                  | Porsche 935             | Porsche Type-935 3.0L Turbo Flat-6 |        | 275    |
| 12              | IMSA +2.5 | 61  | Jean Blaton                              | Nick Faure Steve O’Rourke Bernard de Dryver Jean Blaton                    | Ferrari 512 BB LM       | Ferrari 4.9L Flat-12               |        | 274    |
| 13              | Gr.5 +2.0 | 45  | Porsche Kremer Racing                    | Axel Plankenhorn Philippe Gurdjian Louis Krages                            | Porsche 935 K3          | Porsche Type-935 3.0L Turbo Flat-6 |        | 273    |
| 14              | GTP +3.0  | 52  | WM A.E.R.E.M.                            | Jean-Daniel Raulet Max Mamers Serge Saulnier                               | WM P79                  | Peugeot PRV 2.7L Turbo V6          |        | 272    |
| 15              | Gr.5 +2.0 | 9   | ASA Cachia                               | Jacques Guérin Jacques Goujon Frédéric Alliot                              | Porsche 935             | Porsche Type-935 3.0L Turbo Flat-6 |        | 268    |
| 16              | GT +3.0   | 86  | Kores Racing                             | Georges Bourdillat Roland Ennequin Alain-Michel Bernhard                   | Porsche 934             | Porsche 3.0L Turbo Flat-6          |        | 265    |
| 17              | S 2.0     | 29  | Mogil Motors Ltd.                        | Robin Smith Tony Charnell Richard Jones                                    | Chevron B36             | Cosworth BDG 2.0L I4               |        | 265    |
| 18              | S 2.0     | 24  | Dorset Racing Associates                 | Brian Joscelyne Tony Birchenhough Richard Jenvey Nick Mason                | Lola T297               | Cosworth BDX 2.0L I4               |        | 260    |
| 19              | GT +3.0   | 84  | Anne-Charlotte Verney                    | Anne-Charlotte Verney Patrick Bardinon René Metge                          | Porsche 934             | Porsche 3.0L Turbo Flat-6          |        | 251    |
| 20              | S +2.0    | 15  | Fisons Agricole – Simon Phillips         | Martin Raymond Simon Phillips Ray Mallock                                  | Lola T380               | Cosworth DFV 3.0L V8               |        | 250    |
| 21              | S 2.0     | 20  | Lambretta S.A.F.D.                       | Pierre Yver Max Cohen-Olivar Michel Elkoubi                                | Lola T298               | BMW M12 2.0L I4                    |        | 248    |
| 22              | S 2.0     | 28  | Racing Organisation Course               | Bernard Verdier Albert Dufréne Noël del Bello                              | Chevron B36             | ROC-Chrysler 2.0L I4               |        | 239    |
| Nicht klassiert |           |     |                                          |                                                                            |                         |                                    |        |        |
| 23              | S 2.0     | 26  | Racing Organisation Course               | Michel Dubois Pierre-François Rousselot Marc Menant                        | Chevron B36             | ROC-Chrysler 2.0L I4               |        | 133    |
| 24              | S +2.0    | 10  | Grand Touring Cars Ltd                   | Vern Schuppan Jean-Pierre Jaussaud David Hobbs                             | Ford M10                | Cosworth DFV 3.0L V8               |        | 121    |
| 25              | Gr.5 +2.0 | 35  | Carlo Pietromarchi                       | Gianfranco Brancatelli Carlo Pietromarchi Maurizio Micangeli               | De Tomaso Pantera       | Ford 351 5.8L V8                   |        | 108    |
| Disqualifiziert |           |     |                                          |                                                                            |                         |                                    |        |        |
| 26              | S +2.0    | 12  | Essex Motorsport Porsche                 | Jacky Ickx Brian Redman Jürgen Barth                                       | Porsche 936             | Porsche Type-935 2.1L Turbo Flat-6 |        | 200    |
| Ausgefallen     |           |     |                                          |                                                                            |                         |                                    |        |        |
| 27              | S +2.0    | 11  | Grand Touring Cars Inc.                  | Derek Bell David Hobbs Vern Schuppan                                       | Ford M10                | Cosworth DFV 3.0L V8               |        | 262    |
| 28              | IMSA +2.5 | 62  | JMS Racing Charles Pozzi                 | Jean-Claude Andruet Spartaco Dini                                          | Ferrari 512 BB LM       | Ferrari 4.9L Flat-12               |        | 240    |
| 29              | S +2.0    | 14  | Essex Motorsport Porsche                 | Bob Wollek Hurley Haywood                                                  | Porsche 936             | Porsche Type-935 2.1L Turbo Flat-6 |        | 236    |
| 30              | IMSA +2.5 | 63  | JMS Racing Charles Pozzi                 | Michel Leclère Claude Ballot-Léna Peter Gregg                              | Ferrari 512 BB LM       | Ferrari 4.9L Flat-12               |        | 219    |
| 31              | GTP 3.0   | 55  | Merlin Plage Jean Rondeau                | Jean Rondeau Jacky Haran                                                   | Rondeau M379            | Cosworth DFV 3.0L V8               |        | 207    |
| 32              | Gr.5 +2.5 | 36  | Gelo Racing Sportswear Intl.             | Manfred Schurti Hans Heyer                                                 | Porsche 935             | Porsche Type-935 3.0L Turbo Flat-6 |        | 201    |
| 33              | Gr.5 +2.5 | 37  | Gelo Racing Sportswear Intl.             | John Fitzpatrick Harald Grohs Jean-Louis Lafosse                           | Porsche 935             | Porsche Type-935 3.0L Turbo Flat-6 |        | 196    |
| 34              | S 2.0     | 25  | Jean-Marie Lemerle                       | Alain Levié Jean-Pierre Malcher Jean-Marie Lemerle                         | Lola T298               | ROC-Chrysler 2.0L I4               |        | 189    |
| 35              | S 2.0     | 33  | Chevalley Racing Switzerland             | Marcel Tarrès Alain Dechelette Charles Dechelette                          | Chevron B36             | ROC-Chrysler 2.0L I4               |        | 187    |
| 36              | S 2.0     | 31  | Kores Racing – France Chauffage          | Michel Lateste Dominique Lacaud                                            | Lola T297               | BMW M12 2.0L I4                    |        | 182    |
| 37              | GT +3.0   | 87  | Christian Bussi                          | Christian Bussi Bernard Salam                                              | Porsche 934             | Porsche 3.0L Turbo Flat-6          |        | 182    |
| 38              | GTP +3.0  | 51  | WM A.E.R.E.M.                            | Roger Dorchy Denis Morin                                                   | WM P79                  | Peugeot PRV 2.7L Turbo V6          |        | 157    |
| 39              | IMSA +2.5 | 68  | Interscope Racing                        | Ted Field Milt Minter John Morton                                          | Porsche 935             | Porsche Type-935 3.0L Turbo Flat-6 |        | 154    |
| 40              | S +2.0    | 3   | J.C. Racing Ltd.                         | John Cooper Peter Lovett John Morrison                                     | Lola T380               | Cosworth DFV 3.0L V8               |        | 146    |
| 41              | S 2.0     | 23  | Pronuptia                                | Bruno Sotty Gérard Cuynet Marc Frischknecht                                | Lola T296               | Cosworth BDG 2.0L I4               |        | 134    |
| 42              | S 2.0     | 32  | BP Racing Hubert Striebig                | Alain Cudini Hubert Striebig Hughes Kirschoffer                            | Toj SC206               | BMW M12 2.0L I4                    |        | 121    |
| 43              | S 2.0     | 27  | Racing Organisation Course               | Marc Sourd Florian Vetsch Robert Carmillet                                 | Chevron B36             | ROC-Chrysler 2.0L I4               |        | 92     |
| 44              | S 2.0     | 17  | Cheetah Racing Cars                      | Sandro Plastina Philippe Roux Mario Luini                                  | Cheetah G601            | BMW M12 2.0L I4                    |        | 87     |
| 45              | GTP +3.0  | 53  | WM A.E.R.E.M.                            | Michel Pignard Jacques Coulon Serge Saulnier                               | WM P79                  | Peugeot PRV 2.7L Turbo V6          |        | 87     |
| 46              | S 2.0     | 18  | Daniel Brillat                           | Daniel Brillat Jean-Pierre Aeschlimann                                     | Cheetah G601            | ROC-Chrysler 2.0L I4               |        | 80     |
| 47              | IMSA +2.5 | 71  | Dick Barbour Racing                      | Bob Akin Roy Woods Rob McFarlin                                            | Porsche 935             | Porsche Type-935 3.0L Turbo Flat-6 |        | 78     |
| 48              | S 2.0     | 22  | Georges Morand                           | Eric Vuagnat Daniel Laurent Jacques Boillat                                | Lola T296               | Cosworth BDG 2.0L I4               |        | 76     |
| 49              | IMSA +2.5 | 74  | Jean-Pierre Jarier                       | Jean-Pierre Jarier Randy Townsend Raymond Touroul                          | Porsche 935             | Porsche Type-935 2.9L Turbo Flat-6 |        | 65     |
| 50              | S +2.0    | 1   | Chevalley Racing Switzerland             | Xavier Lapeyre André Chevalley Patrick Perrier                             | Lola T286               | Cosworth DFV 3.0L V8               |        | 59     |
| 51              | IMSA +2.5 | 64  | North American Racing Team               | Jean-Pierre Delaunay Cyril Grandet Preston Henn                            | Ferrari 512 BB LM       | Ferrari 4.9L Flat-12               |        | 54     |
| 52              | S +2.0    | 6   | Dome Co. Ltd.                            | Chris Craft Gordon Spice Tony Trimmer                                      | Dome Zero RL            | Cosworth DFV 3.0L V8               |        | 40     |
| 53              | S +2.0    | 7   | Dome Co. Ltd.                            | Bob Evans Tony Trimmer                                                     | Dome Zero RL            | Cosworth DFV 3.0L V8               |        | 25     |
| 54              | GTP +3.0  | 50  | Robin Hamilton                           | Robin Hamilton Mike Salmon Dave Preece                                     | Aston Martin AM V8      | Aston Martin 5.3L Turbo V8         |        | 21     |
| 55              | S +2.0    | 8   | Alain de Cadenet                         | François Migault Alain de Cadenet                                          | Lola T380               | Cosworth DFV 3.0L V8               |        | 10     |
| Reserve         |           |     |                                          |                                                                            |                         |                                    |        |        |
| 56              | S +2.0    | 16  | March Racing                             | Dieter Quester Guy Edwards Ian Grob                                        | BMW M1                  | BMW M88 3.5L I6                    |        | 1      |
| 57              | S 2.0     | 21  | Lambretta S.A.F.D                        | François Calmels Renaud Laverre Patrice Lenormand                          | Lola T296               | ROC-Chrysler 2.0L I4               |        | 2      |
| 58              | S 2.0     | 30  | A.S.A. Cachia – Francois Migault         | Pascal Foix Michel Bienvault Murray Smith Dominique Bardini Daniel Olivera | Lola T296               | ROC-Chrysler 2.0L I4               |        | 3      |
| 59              | IMSA      | 77  | Mazda Auto Tokyo Co. Ltd                 | Tetsu Ikuzawa Yōjirō Terada Claude Buchet                                  | Mazda Savanna RX-7 252i | Mazda 13B                          |        | 4      |
| 60              | GT +3.0   | 80  | Ecurie des 13 Etoiles                    | Antoine Salamin Gérard Vial Philippe Collet                                | Porsche 934             | Porsche 3.0L Turbo Flat-6          |        | 5      |
| 61              | IMSA      |     | A.S.A. Cachia                            | Jean-Louis Lafosse René Metge                                              | Porsche 911 Carrera     | Porsche 3.0L Flat-6                |        | 6      |
| 62              | GT +3.0   |     | Ecurie 13 Chevrons                       | Heinz Schulthess                                                           | Saab 900 Turbo          |                                    |        | 7      |
| 63              | GT +3.0   |     | Jean Beliard                             | Jean Beliard Roland Imbert Jean-Claude Martinez                            | Porsche 911 Carrera     | Porsche 3.0L Flat-6                |        | 8      |

1 Reserve
2 Reserve
3 Reserve
4 Reserve
5 Reserve
6 Reserve
7 Reserve
8 Reserve

### Nur in der Meldeliste
Hier finden sich Teams, Fahrer und Fahrzeuge die ursprünglich für das Rennen gemeldet waren, aber aus den unterschiedlichsten Gründen daran nicht teilnahmen.
| Pos. | Klasse     | Nr. | Team                               | Fahrer                                                                | Chassis                 | Motor                              | Reifen |
| ---- | ---------- | --- | ---------------------------------- | --------------------------------------------------------------------- | ----------------------- | ---------------------------------- | ------ |
| 64   | Gr.6 + 2.0 | 2   | André Chevalley Racing Switzerland | Patrick Perrier Marco Capoferri Renzo Zorzi                           | Lola T286               | Cosworth DFV 3.0L V8               |        |
| 65   | GTP + 3.0  | 54  | Walter Brun Racing Organisation    | Walter Brun Alain Cudini                                              | BMW M1                  | BMW M88 3.5L I6                    |        |
| 66   | IMSA + 2.5 | 60  | PP Sauber                          | Douglas Rowe A. A. Lorent Bill Adam                                   | Chevrolet Corvette      | Chevrolet 7.0L V8                  |        |
| 67   | IMSA + 2.5 | 65  | North American Racing Team         |                                                                       | Ferrari 512 BB LM       | Ferrari 4.9L Flat-12               |        |
| 68   | IMSA + 2.5 | 66  | SA. Mo. Car S.p.A.                 | Clay Regazzoni                                                        | Ferrari 512 BB LM       | Ferrari 4.9L Flat-12               |        |
| 69   | IMSA + 2.5 | 67  | Don Whittington                    | Don Whittington Bill Whittington                                      | Porsche 935/79          | Porsche Type-935 3.0L Turbo Flat-6 |        |
| 70   | GR.4 + 3.0 | 81  | Autohaus Max Mortiz GmbH           | Edgar Dören Gerhard Holup Uwe Reich Eckhard Schimpf                   | Porsche 934             | Porsche 3.0L Turbo Flat-6          |        |
| 71   | IMSA + 2.5 |     | Porsche Kremer Racing              | Claude Bourgoignie                                                    | Porsche 935K2           | Porsche Type-935 3.0L Turbo Flat-6 |        |
| 72   | S 2.0      |     | Sauber Racing                      | Eugen Strähl Georges Blättler Harry Blumer                            | Sauber C5               | BMW M12 2.0L I4                    |        |
| 73   | S 2.0      |     | Sauber Racing                      | Max Welti Louis Bärtsch Georges Blättler                              | Sauber C5               | BMW M12 2.0L I4                    |        |
| 74   | S + 2.0    |     | Ian Bracey                         | Divina Galica Ian Bracey Richard Bond                                 | IBEC P5 LM              | Cosworth BDG 2.0L I4               |        |
| 75   | IMSA + 2.5 |     | J.L.P. Racing                      | John Paul senior Michael Keyser                                       | Porsche 935 JLP-1       | Porsche Type-935 3.0L Turbo Flat-6 |        |
| 76   | Gr.5 2.0   |     | Richard Jenvey                     | Richard Jenvey                                                        | Lotus Esprit S1         | Ford Lotus 907 2.0L I4             |        |
| 77   | Gr.4 3.0   |     | Angelo Pallavicini                 | Marco Vanoli Fritz Werner Angelo Pallavicini                          | Porsche 911 Carrera RSR | Porsche Type-935 3.0L Turbo Flat-6 |        |
| 78   | Gr.4 3.0   |     | A.S.A. Cachia                      | Jacques Guérin Simon De Lautour Jean-Louis Lafosse                    | Porsche 911 Carrera     | Porsche 3.0L Flat-6                |        |
| 79   | Gr.4 3.0   |     | Thierry Perrier                    | Thierry Perrier Roger Carmillet Guy de Saint-Pierre                   | Porsche 911 Carrera     | Porsche 3.0L Flat-6                |        |
| 80   | Gr.4 3.0   |     | Stanislas Machoir                  | Guy Somekh Stanislas Machoir Jean-Jacqus Enjalbert Jean-Luc Thepenier | Porsche 911 Carrera     | Porsche 3.0L Flat-6                |        |
| 81   | Gr.4 3.0   |     | André Gahinet                      | André Gahinet                                                         | Porsche 911 Carrera     | Porsche 3.0L Flat-6                |        |
| 82   | Gr.4 3.0   |     | Jean-Luc Thepenier                 |                                                                       | Porsche 934             | Porsche 3.0L Turbo Flat-6          |        |
| 83   | Gr.4 3.0   |     | Hubert Striebig                    | Hubert Striebig Hughes Kirschoffer                                    | Porsche 934             | Porsche 3.0L Turbo Flat-6          |        |
| 84   | Gr.4 3.0   |     | Kores Racing                       | Philippe Alliot Fréderic Alliot                                       | Porsche 934             | Porsche 3.0L Turbo Flat-6          |        |
| 84   | S 2.0      |     | Roland Germain                     | Jean-Luc Favresse                                                     | Lola T296               | ROC-Chrysler 2.0L I4               |        |
| 85   | IMSA + 2.5 |     | Luis Botero                        | Jorge Cortes Honorato Espinosa Francisco Lopez Pedro DeNarvaez        | Porsche 911 Carrera RS  | Porsche 3.0L Turbo Flat-6          |        |
| 86   | GR.5 + 2.0 |     | A.S.A. Cachia                      | René Metge Jean-Louis Lafosse                                         | Porsche 935             | Porsche Type-935 3.0L Turbo Flat-6 |        |
| 87   | GR.5 + 2.0 |     | Sekurit Racing Team                | Dieter Schornstein Götz von Tschirnhaus                               | Porsche 935             | Porsche Type-935 3.0L Turbo Flat-6 |        |

### Klassensieger
| Klasse                   | Fahrer             | Fahrer             | Fahrer           | Fahrzeug        | Platzierung im Gesamtklassement |
| ------------------------ | ------------------ | ------------------ | ---------------- | --------------- | ------------------------------- |
| Sportwagen über 2000 cm³ | Bernard Darniche   | Jean Ragnotti      |                  | Rondeau M379    | Rang 5                          |
| Sportwagen bis 2000 cm³  | Robin Smith        | Tony Charnell      | Richard Jones    | Chevron B36     | Rang 17                         |
| Gruppe 5 über 2000 cm³   | Klaus Ludwig       | Don Whittington    | Bill Whittington | Porsche 935 K3  | Gesamtsieg                      |
| GT über 3000 cm³         | Herbert Müller     | Angelo Pallavicini | Marco Vanoli     | Porsche 934     | Rang 4                          |
| GTP                      | Jean-Daniel Raulet | Marcel Mameras     | Serge Saulnier   | WM P79          | Rang 14                         |
| IMSA                     | Rolf Stommelen     | Paul Newman        | Dick Barbour     | Porsche 935/77A | Rang 2                          |

### Renndaten
- Gemeldet: 87
- Gestartet: 55
- Gewertet: 22
- Rennklassen: 6
- Zuschauer: unbekannt
- Ehrenstarter des Rennens: Joseph Le Theule, französischer Transportminister
- Wetter am Rennwochenende: Regen am Sonntag
- Streckenlänge: 13,626 km
- Fahrzeit des Siegerteams: 24:00:00,000 Stunden
- Gesamtrunden des Siegerteams: 306
- Distanz des Siegerteams: 4173,930 km
- Siegerschnitt: 173,913 km/h
- Pole Position: Bob Wollek – Porsche 936 (#14) – 3:30,070 = 233,519 km/h
- Schnellste Rennrunde: Jacky Ickx – Porsche 936 (#12) – 3:36,100 = 227,003 km/h
- Rennserie: 9. Lauf zur Sportwagen-Weltmeisterschaft 1979